# Jules Flour
Jules Flour (Avignone, 6 agosto 1864 – Avignone, 10 febbraio 1921) è stato un pittore francese.
Artista provenzale, fece parte del Gruppo dei Tredici.

## Biografia

### Gli inizi
Figlio di un modesto fonditore di Avignone, Jules Adrien Flour nacque in un ambiente familiare che certamente non predisponeva ad una carriera di artista. Tuttavia ben bresto egli palesò un'autentica vocazione per l'arte che i suoi genitori, assai intelligentemente, non ostacolarono. Anzi, già da adolescente Jules fu mandato come apprendista pittore presso la bottega di un fabbricante di vetrate e, contestualmente, frequentò l'atelier di Charles Guilbert d'Anelle.

Ma fu alla Scuola comunale di Belle arti di Avignone che Gabriel Bourges, suo insegnante di disegno, seppe affinare il suo senso del disegno classico. E il pittore Pierre Grivolas lo introdusse alla tecnica di riproduzione pittorica della luce e dei suoi effetti.

### Il periodo parigino (1883-1906)
Nel 1883 i genitori di Jules fecero grandi sacrifici per permettergli di recarsi a Parigi a seguire i corsi di Jean-Léon Gérôme. Questi lo raccomandò calorosamente sino a fargli ottenere un sussidio finanziario del Consiglio Generale del Dipartimento di Vaucluse e della Città di Avignone.

Nel 1887 avvenne il debutto ufficiale della sua carriera di pittore con l'esposizione di un suo quadro (un ritratto) al Salon degli Artisti francesi. La perfezione del suo tratto e la sua abilità nel cogliere l'intima realtà psicologica dei suoi modelli gli valsero numerosi successi nell'ambiente parigino. E le conoscenze che fece furono veramente preziose per il prosieguo della sua carriera (Jean-Léon Gérôme, il suo maestro, Henry Roujon, direttore della Scuola di Belle arti di Parigi, Paul Durand-Ruel celebre mercante e collezionista d'arte, e altri).

Nel 1890 Jules era considerato dal suo maestro un "ottimo allievo" e "un allievo assai dotato"; dopo il 1899 egli cominciò a dividere il suo tempo fra Parigi e la Valchiusa. Espose spesso nei Salon regionali (Béziers nel 1892, Montpellier nel 1896, etc.) e con più frequenza ad Avignone, specialmente in occasione delle mostre organizzate dalla Società Valchiusana degli Amici dell'Arte.

### Il ritorno ad Avignone (1906-1912)
Nel 1906 Jules Flour entrò nella Scuola di Belle arti di Avignone, dove gli fu affidato l'insegnamento del disegno e della pittura agli allievi del primo anno.
Due anni più tardi l'eccellenza della sua didattica fece aumentare sia la sua autorità che le sue responsabilità, e, a partire dal 1913, egli passò ad insegnare agli allievi del corso superiore.

Fra i suoi allievi vi fu un altro pittore provenzale: Alfred Lesbros (1873-1940).
Nel 1912 Flour contestò vivamente, assieme ad altri pittori, la decisione di Charles Formentin, presidente della Società degli Amici dell'Arte, di riservare le esposizioni ai soli pittori paesaggisti del Dipartimento di Valchiusa, escludendo tutti gli altri artisti. Il gruppo, fondato e presieduto da Clément Brun anch'egli noto maestro provenzale, si dimise dalla Società e iniziò ad agire da solo. Ben presto fu conosciuto come il Gruppo dei Tredici.

## Galleria d'immagini

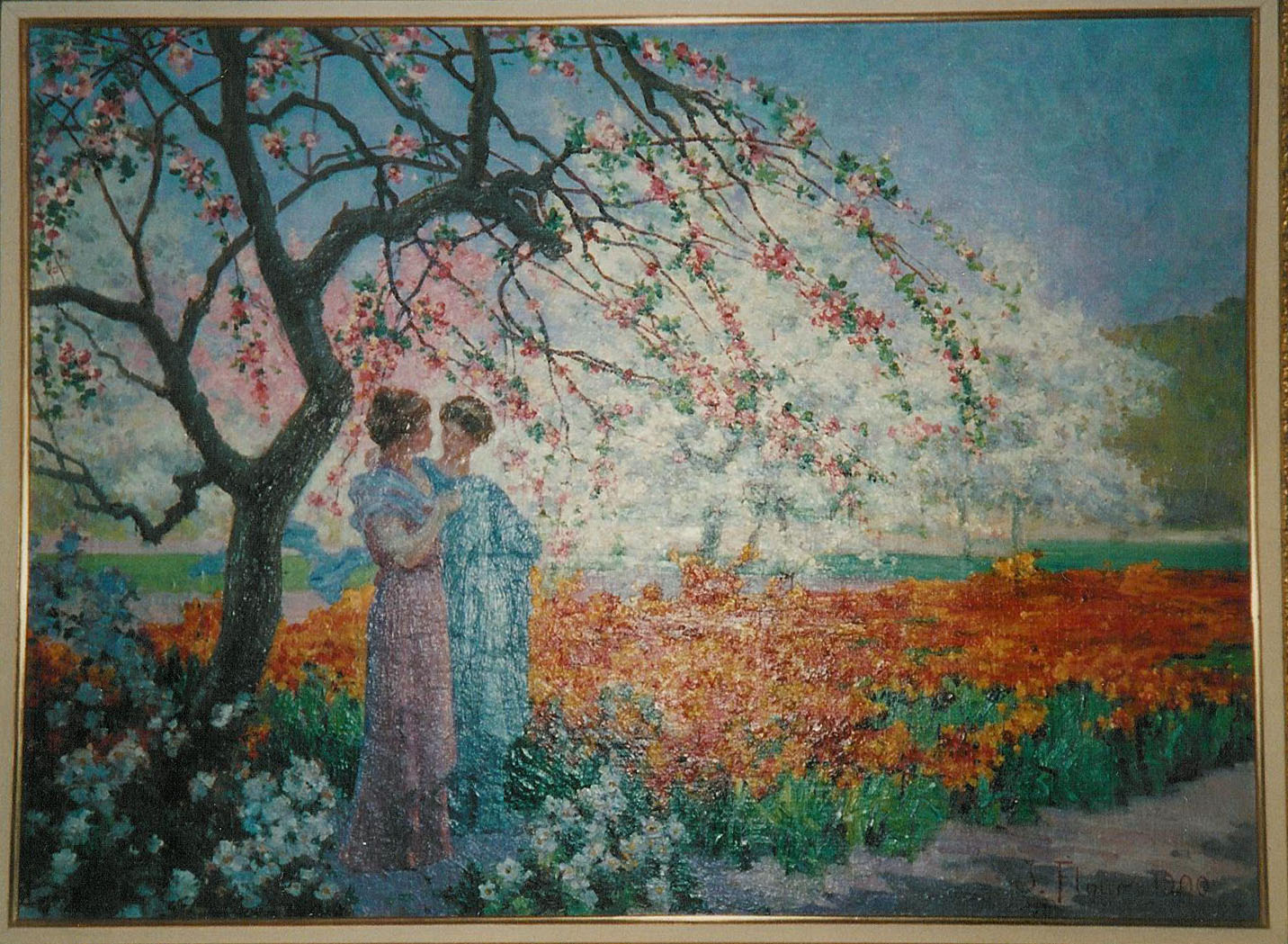
Villeneuve-lès-Avignon
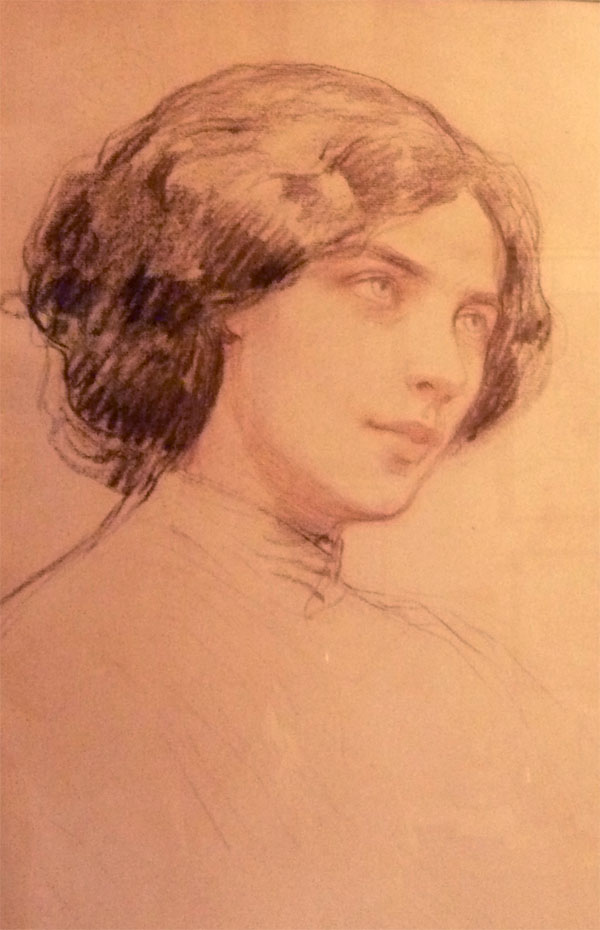
Studio per un viso
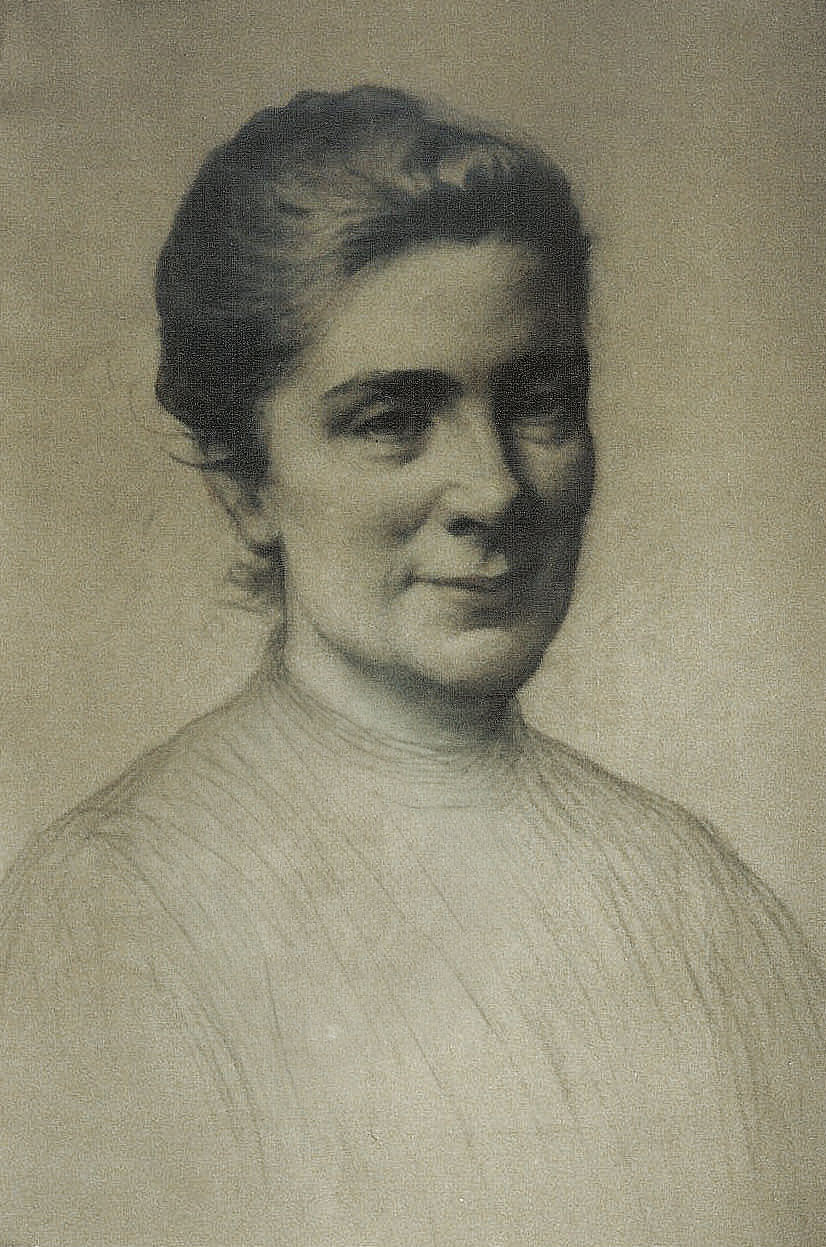
Volto di donna
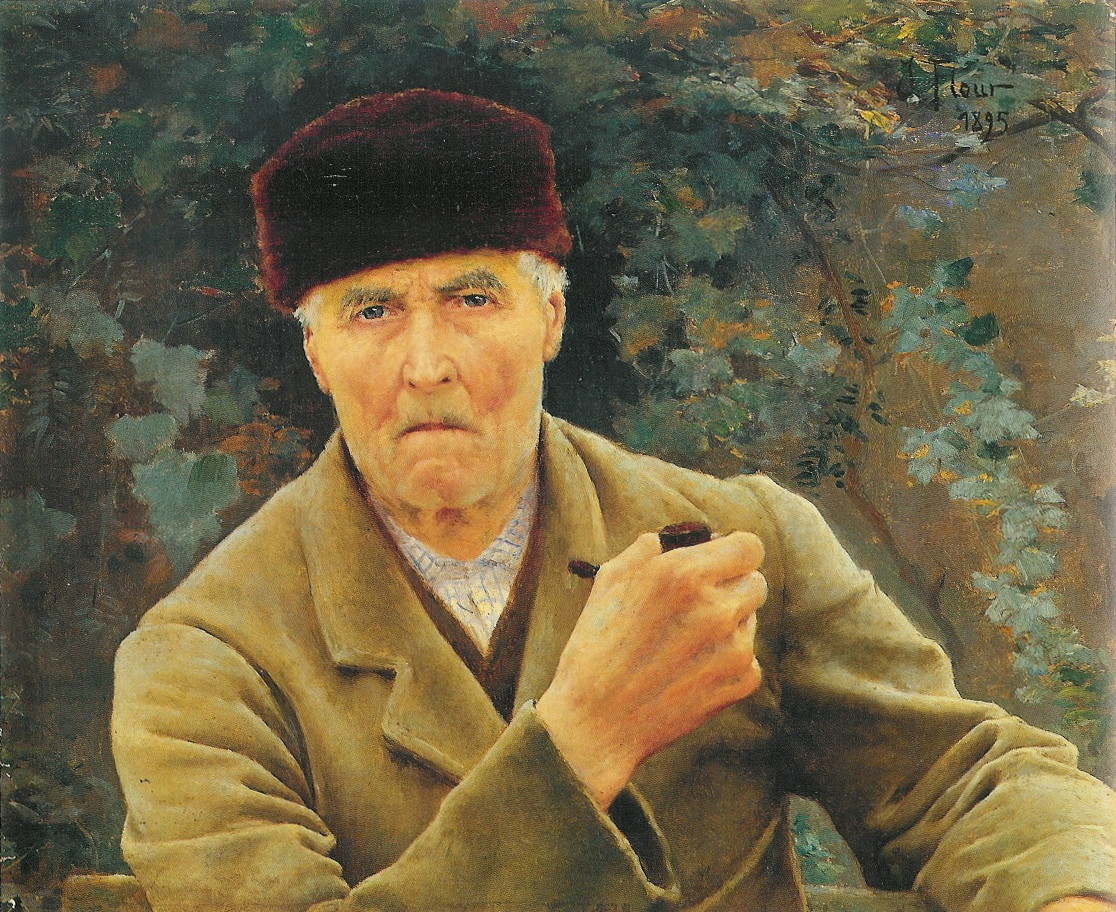
Mio nonno
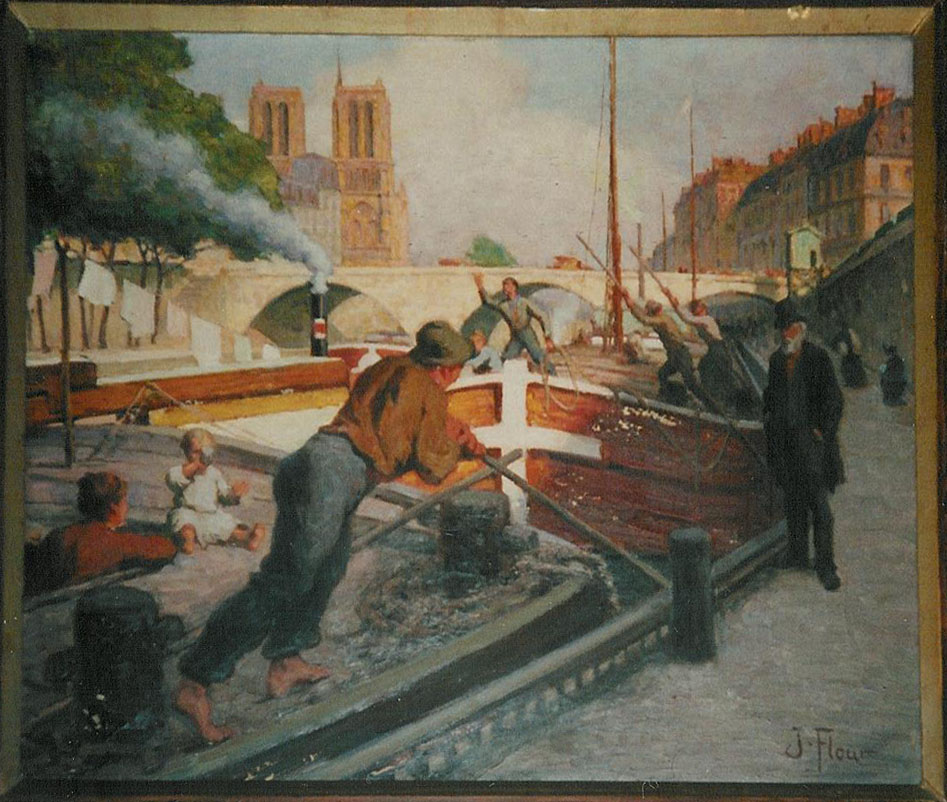
Sulle banchine